# Mathias Vosté
Mathias Vosté, né le 20 mai 1994 à Bruges en Belgique, est un patineur de vitesse belge. 

## Palmarès en patins

### Jeux olympiques d'hiver
| Épreuve / Édition   | 500 mètres | 1 000 mètres | 1 500 mètres | 5 000 mètres | 10 000 mètres | Mass start | Poursuite par équipes |
| JO 2018 Pyeongchang | 32e        |              | 23e          | —            | —             | —          | —                     |

Légende :
- : première place, médaille d'or
- : deuxième place, médaille d'argent
- : troisième place, médaille de bronze
- : pas d'épreuve
- — : Non disputée par le patineur
- DSQ : disqualifiée

## Palmarès en roller

### Championnats d'Europe
- Médaille d'or en 3 000 m par équipe en 2017 (piste)
- Médaille d'argent au sprint 1 tour en 2017 (route)
- Médaille de bronze en 300 m en 2017 (piste)

### Records personnels
| Épreuve | Temps         | Lieu           | Date             |
| ------- | ------------- | -------------- | ---------------- |
| 500 m   | 35 s 26       | Salt Lake City | 9 décembre 2017  |
| 1 000 m | 1 min 09 s 12 | Calgary        | 10 décembre 2017 |
| 1 500 m | 1 min 46 s 51 | Heerenveen     | 15 décembre 2018 |
| 3 000 m | 4 min 05 s 27 | Inzell         | 25 janvier 2014  |
| 5 000 m | 7 min 15 s 88 | Eindhoven      | 20 décembre 2015 |

Légende :

En gras : record de Belgique